# Now You See Me 2
Now You See Me 2 , er en  amerikansk film fra 2016. Filmen er efterfølger til hittet filmen Now You See Me fra 2013. Filmen er instrueret af Jon M. Chu.

## Medvirkende
- Jesse Eisenberg som J. Daniel Atlas
- Mark Ruffalo som Dylan Rhodes
- Woody Harrelson som Merritt McKinney
- Morgan Freeman som Thaddeus Bradley
- Lizzy Caplan som Lula
- Dave Franco som Jack Wilder
- Michael Caine som Arthur Tressler
- Daniel Radcliffe som Walter
- Sanaa Lathan som Natalie Austin
- Henry Lloyd-Hughes som Allen Scott-Frank